# Kristy
Kristy é um município da Eslováquia, situado no distrito de Sobrance, na região de Košice. Tem 7,9 km² de área e sua população em 2018 foi estimada em 306 habitantes.

## Demografia
| Ano:        | 1994 | 2004   | 2014   | 2024    |
| ----------- | ---- | ------ | ------ | ------- |
| Broj ljudi: | 290  | 307    | 311    | 343     |
| Razlika:    |      | +5,86% | +1,30% | +10,28% |

| Ano:               | 2023 | 2024   |
| ------------------ | ---- | ------ |
| Número de pessoas: | 346  | 343    |
| Diferença:         |      | -0,86% |